# De zilveren adelaar
De zilveren adelaar is het elfde stripverhaal uit de stripreeks van De Rode Ridder. Het is geschreven door Willy Vandersteen en getekend door Karel Verschuere.

## Verhaal
Het verhaal begint als Johan en twee landgenoten, Berthold van Damburg en Eric van Ravensteen meedoen aan een steekspel in het Rijnland. Plotseling daagt een nog jonge knaap de ervaren Berthold uit voor een kamp. Berthold weigert tegen de jongen te vechten en de uitdaging wordt afgewezen. De metgezellen van de knaap willen wel zijn taak overnemen en tegen Berthold strijden. De twee winnen te makkelijk en merken dat er bedrog in het spel is.
De ridder die viel van zijn paard blijkt de jonge knaap te zijn. Hij is dood, maar zijn metgezellen gaan er ondertussen vandoor. De vrienden zullen niet rusten, voordat ze de moordenaars van deze knaap vinden. Tijdens hun zoektocht begeven ze zich naar een herberg om de nodige rust te nemen. Ze ontmoeten een troubadour, die belooft het lied van de zilveren adelaar te zingen in ruil voor een maaltijd.
Opeens gaat hij ervandoor en springt uit een raam, waar een paard al reeds klaar stond. Als Johan en zijn makkers hem proberen te achtervolgen, verschijnt een fel schijnend blazoen van een zilveren adelaar. Johan doorziet deze list echter. Hij stelt een plan op om de troubadour te ontmaskeren, wat hem lukt. Wanneer de troubadour hem waarschuwt, wordt hij neergeschoten door een pijl van een Magyaar. De ridders rijden verder naar de burcht, maar ondertussen komen ze een plunderende bende van Magyaren tegen. Na een felle strijd verliest Johan zijn paard en vlucht hij het bos in. Johan wordt aangevallen door wolven, maar op het einde wordt hij toch nog gered door een oude man en zijn gezel. Johan ontwaakt in een kasteel.
De oude man die hem gered heeft, blijkt graaf van Sebald te heten. Hij laat Johan toe op zijn kasteel te verblijven als hij maar niet uit zijn kamer komt. Hij wil een ontmoeting tussen Johan en de 'zwakzinnige' vrouw besparen. Als Johan echter enkele dagen later een drinkbeker met daarop het blazoen van de zilveren adelaar vindt, beseft hij dat hij gevangen is. Hij gaat op zoek naar de gravin. Zij legt hem uit dat de dode knaap hun zoon was en dat haar man de mysterieuze dingen omtrent de alchemie bestudeert. De gravin vertelt Johan ook dat zijn wapenbroeders opgesloten zitten in de kerker. Nadat Johan zijn makkers bevrijdt, gaan ze op weg naar de wapenzaal, maar daar kan de graaf nog op het nippertje ontsnappen.
De ridders zijn klaar voor een belegering. Een bende Magyaren valt de burcht aan en dringt ook binnen. Ze doden alle soldeniers en gaan de graaf achterna. Die gooit zijn schatkist in de wapenzaal, zodat de plunderaars op Johan en zijn maats afstormen. De ridders slaan de aanval af. Ondertussen probeert de graaf aan zijn achtervolgers te ontkomen. Hierdoor ontstaat echter een brand. De stervende graaf geeft de sleutels aan Johan en gaat zelf ten onder in de vuurzee. De gravin en onze vrienden weten nog juist te ontsnappen. De gravin legt de historie rond haar gemaal uit en besluit de rest van haar dagen te slijten in een klooster.